# Dědovice
Dědovice jsou vesnice, část obce Ostrovec v okrese Písek v Jihočeském kraji. Nachází se asi 4,5 kilometru jihovýchodně od Ostrovce. Je zde evidováno 65 adres. V roce 2011 zde trvale žilo 31 obyvatel.
Dědovice jsou také název katastrálního území o rozloze 8,85 km².

## Historie
První písemná zmínka o vesnici pochází z roku 1323.

## Přírodní poměry
Do severního cípu katastrálního území, podél řeky Lomnice, zasahuje přírodní památka V Obouch. Jihovýchodně od vesnice se nachází přírodní rezervace Dědovické stráně vyhlášené k ochraně dubohabrového porostu s bohatou květenou.

## Obyvatelstvo
| Rok            | 1869 | 1880 | 1890 | 1900 | 1910 | 1921 | 1930 | 1950 | 1961 | 1970 | 1980 | 1991 | 2001 | 2011 | 2021 |
| -------------- | ---- | ---- | ---- | ---- | ---- | ---- | ---- | ---- | ---- | ---- | ---- | ---- | ---- | ---- | ---- |
| Počet obyvatel | 193  | 205  | 231  | 163  | 153  | 177  | 157  | 80   | 82   | 56   | 39   | 22   | 21   | 31   | 16   |
| Počet domů     | 23   | 25   | 28   | 28   | 27   | 28   | 31   | 35   | 25   | 19   | 14   | 17   | 45   | 44   | 47   |

## Obecní správa
Při sčítání lidu v letech 1850–1920 Dědovice byly osadou obce Vráž v okrese Písek. V letech 1921–1963 byly samostatnou obcí v okrese Písek. Od roku 1964 jsou částí obce Ostrovec v okrese Písek.

## Pamětihodnosti
- Návesní kaple, na které je umístěna pamětní deska na počest padlým občanům v první světové válce. Kaple je zasvěcena Panně Marii. Je ze druhé poloviny 19. století.[10]
- V lese poblíž Dědovic, směrem k nedalekému Jistci, k chatové osadě Lísek, u cyklostezky se nachází kaple zasvěcená Panně Marii.[11]
- Kříž v ohrádce u silnice vedoucí do vesnice
- U kaple ve vesnici se nachází kříž.
- Vyhlídka Na rybárně nedaleko od vesnice

## Galerie

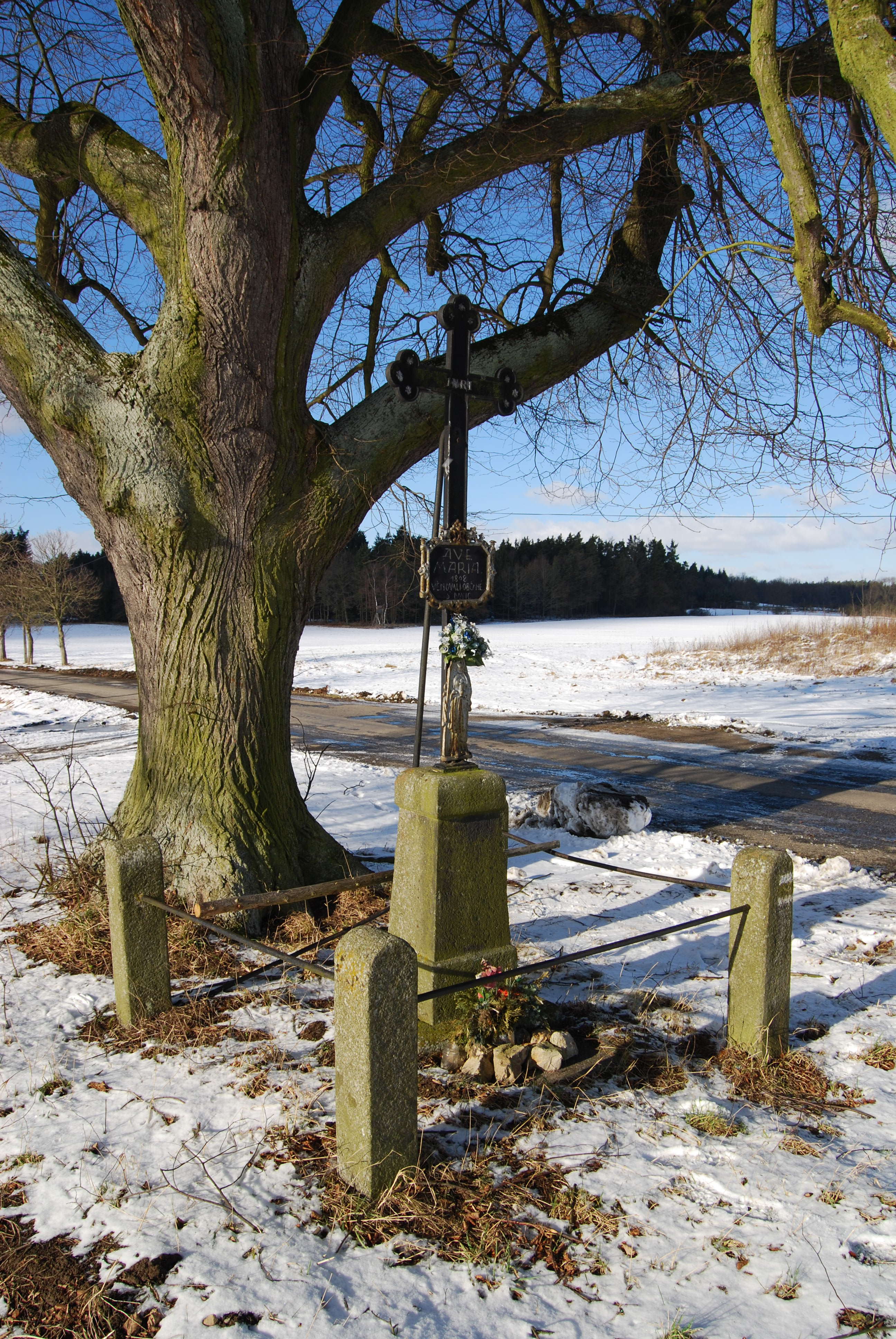
Kříž v ohrádce u silnice poblíž vsi
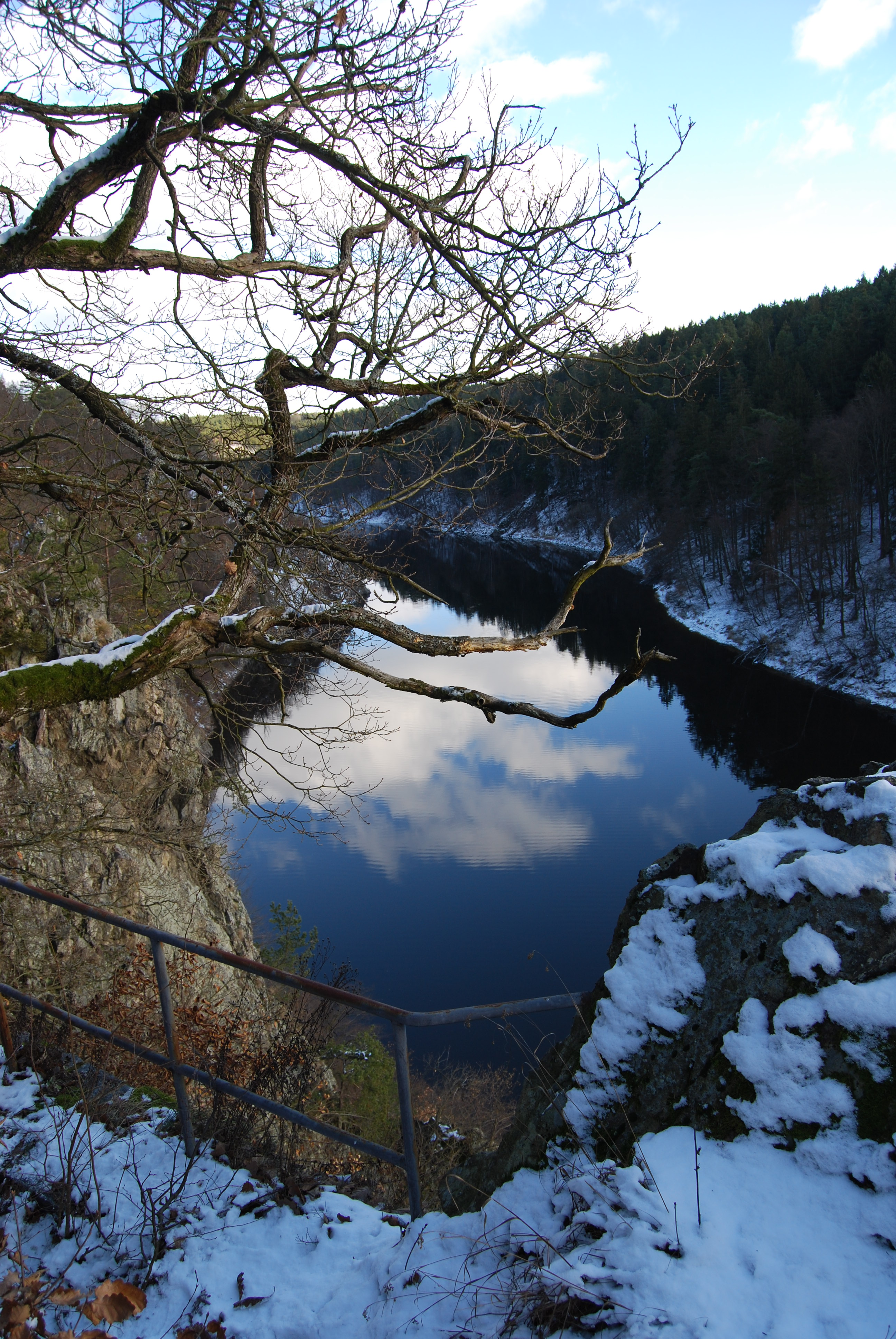
Vyhlídka Na rybárně
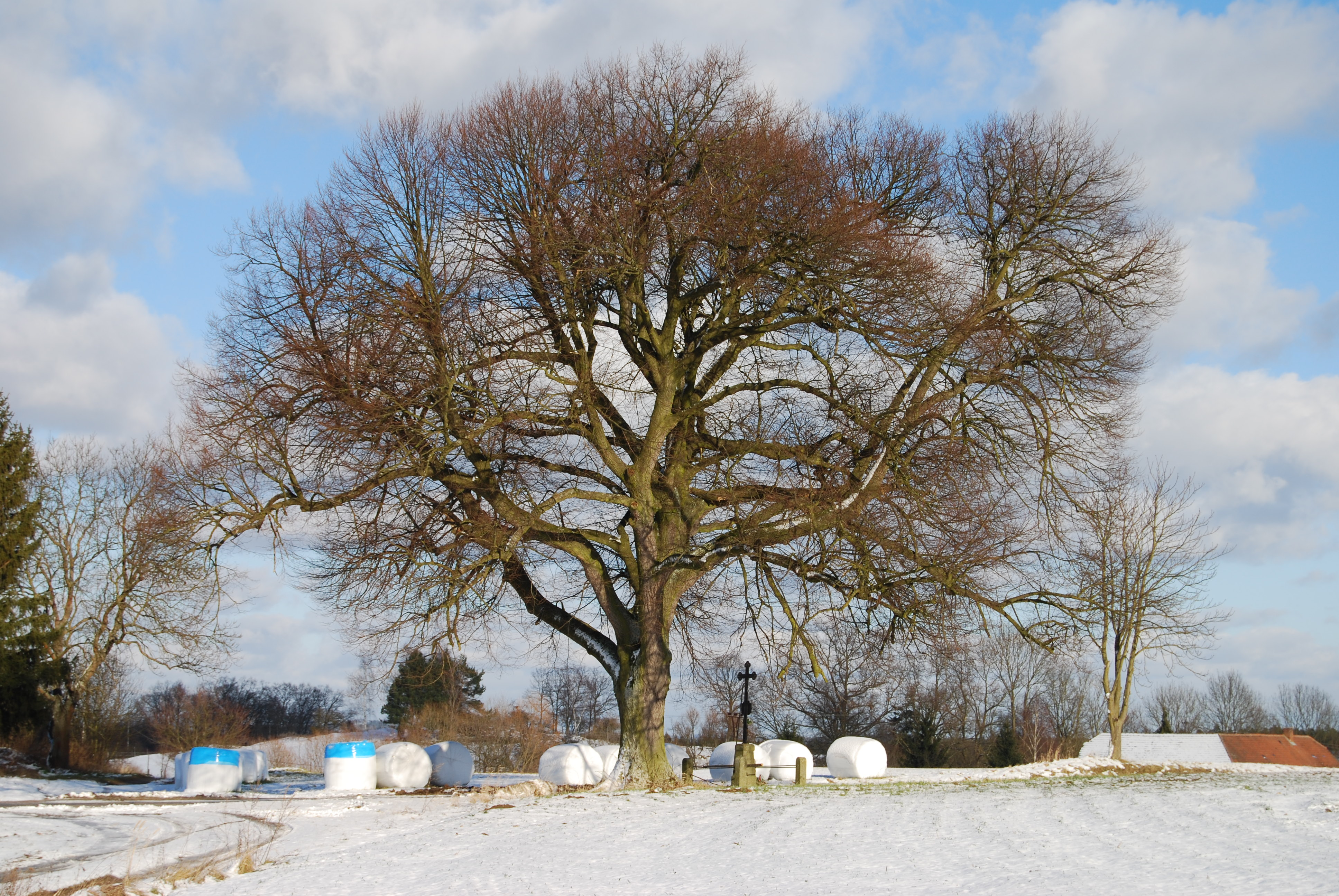
Pohled na okolí vesnice
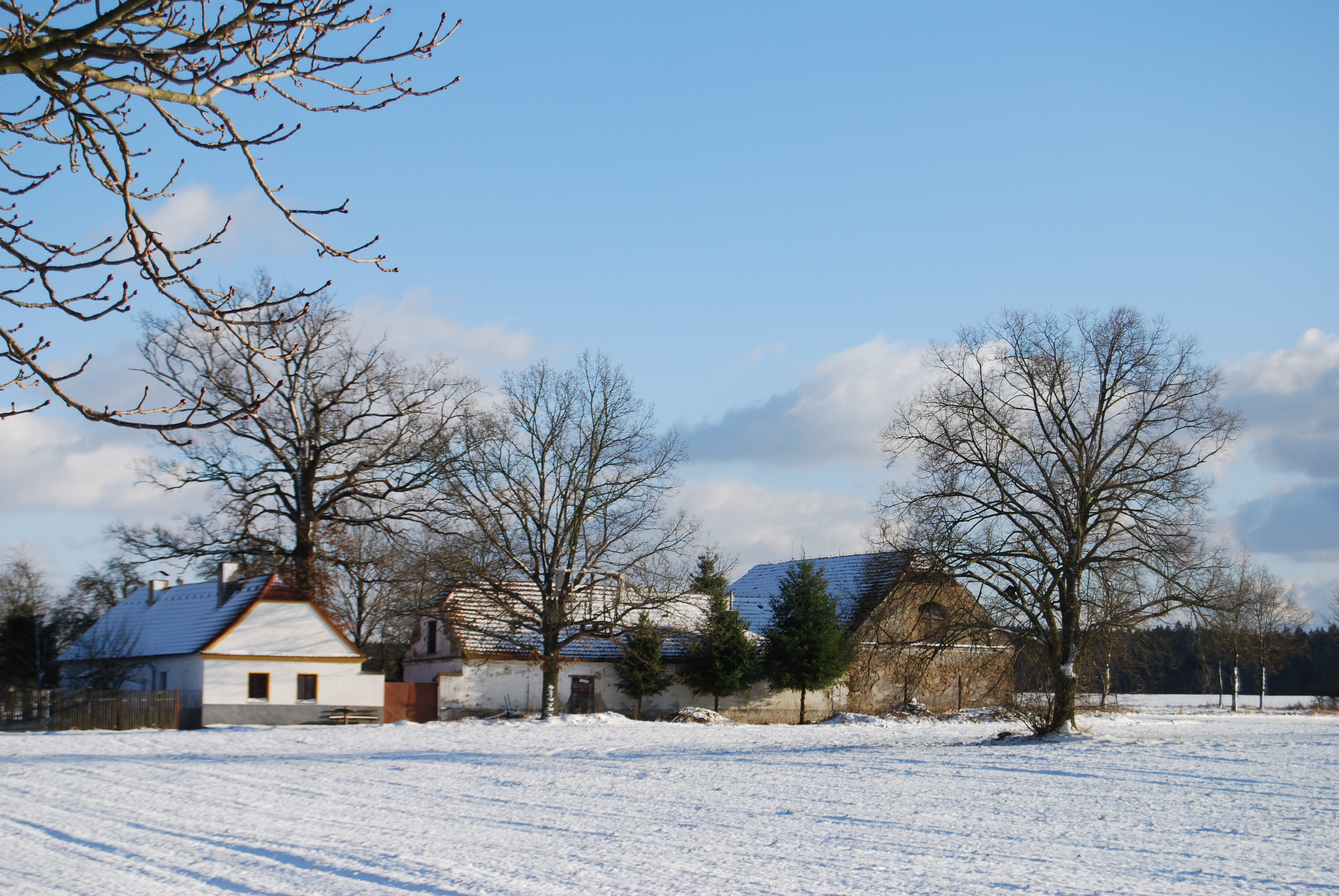
Pohled na okraj vsi